# Sailly-le-Sec

Sailly-le-Sec este o comună în departamentul Somme, Franța. În 1 ianuarie 2022 avea o populație de 350 de locuitori.